# المخايطة (كعيدنة)

تعديل مصدري - تعديل

المخايطة هي إحدى قرى عزلة سواخ بمديرية كعيدنة التابعة لمحافظة حجة، بلغ تعداد سكانها 228 نسمة حسب تعداد اليمن لعام 2004.